# Гуннора де Крепон
Гуннора́ де Крепо́н (около 950, Руан — около 1031, Нормандия) — герцогиня Нормандии, жена (с 978 года) Ричарда I Нормандского, мать Эммы Нормандской.

## Происхождение
По одной из версий, Гуннора принадлежала к знатному роду из Дании. Братом Гунноры был Херфаст де Крепон, иногда ошибочно называемый её отцом.
По второй версии (легенде), Гуннора жила со своей сестрой Сейнфредой, женой лесника. Охотившийся поблизости Ричард узнал о красоте Сейнфреды и пожелал, чтобы она стала его любовницей. Однако незамужняя Гуннора заменила свою сестру. Это послужило толчком к возвышению её многочисленных родственников — дома де Крепон.

## Дети
- Ричард II Добрый (20 ноября 974 — 23 августа 1026), герцог Нормандии с 996 года
- Може (умер в 1032/1040), граф Мортен с 996 года, граф де Корбей с 1012 года, родоначальник графов Корбей
- Роберт Датчанин (умер в 1037), архиепископ Руана, граф д’Эврё с 996 года, родоначальник графов д’Эврё
- Жоффруа де Брионн (умер около 996), граф де Брион и д’Э, родоначальник графов де Брион, а также английских домов Клеров (графов Глостера) и, возможно, де Редверс (графов Девона)
- Авуаза (умерла в 1034); муж: с 996 года — граф Ренна и герцог Бретани Жоффруа I (980 — 20 ноября 1008)
- Беатрис (родилась около 980); муж: с 1000 года — виконт де Тюренн Эбль I (умер в 1030)
- Эмма (около 982 — 6 марта 1052); 1-й муж: с 1002 года — король Англии Этельред II Неразумный; 2-й муж: с 1017 года — король Дании, Англии и Норвегии Кнуд Великий (994/995—1035)
- Фразенда (около 995 — около 1057); муж: Танкред де Готвиль (около 990—1041)
- Матильда Нормандская (умерла около 1005); муж: с 1003 или 1004 года — граф Блуа и Шартра Эд II де Блуа.

## В художественной литературе
Судьбе Гунноры и её семьи посвящён исторический любовный роман современной немецкой писательницы Юлии Крён «Гуннора. Возлюбленная викинга».